# Adolf Stieler
Adolf Stieler, född 26 februari 1775 i Gotha, död där 13 mars 1836, var en tysk kartograf.
Stieler var anställd vid ett regeringsdepartement i Gotha, från 1829 som regeringsråd, och gjorde sig högt förtjänt om geografin genom sina kartografiska arbeten, av vilka det förnämsta är den bekanta handatlasen, som han 1817-23 utgav i samarbete med Christian Gottlieb Reichard och Carl Vogel (tionde upplagan utgavs av Haack 1921, 100 kartor med 162 bikartor i koppartryck). Denna atlas fick betydande internationell spridning och har ansetts vara världens vackraste och mest tillförlitliga framställning av jordytan. Även Stielers skolatlas och hans karta över Tyskland fick stor spridning.